# Nieżychowice
Nieżychowice (do 1950 r. Szenfeld, niem. Schönfeld) – wieś w Polsce, w województwie pomorskim, w powiecie chojnickim, w gminie Chojnice. 
We wsi znajduje się Kościół rzymskokatolicki pw. Trójcy Świętej oraz Szkoła Podstawowa im. Żołnierzy Monte Cassino.

## Nazwa
13 lutego 1950 r. zmieniono nazwę miejscowości z Szenfeld na Nieżychowice.

## Administracja
| SIMC    | Nazwa              | Rodzaj    |
| ------- | ------------------ | --------- |
| 0081895 | Nowe Nieżychowice  | część wsi |
| 0081903 | Stare Nieżychowice | część wsi |

Prywatna wieś szlachecka Szenfeld położona była w drugiej połowie XVI wieku w województwie pomorskim. W latach 1975–1998 miejscowość należała województwa bydgoskiego. W okresie II Rzeczypospolitej stacjonowała tu placówka Straży Granicznej Inspektoratu Granicznego nr 7 „Chojnice”.

## Komunikacja
Miejscowość jest położona przy linii kolejowej Chojnice – Człuchów – Szczecinek – Runowo Pomorskie, linii kolejowej Tczew – Chojnice – Piła i drodze wojewódzkiej nr 212. Połączenie z centrum Chojnic umożliwiają autobusy komunikacji miejskiej (linia nr LN).

## Ludzie związani z Nieżychowicami
- Antoni Wolszlegier (ur. 13 marca 1853 w Szenfeldzie) – polski ksiądz rzymskokatolicki i działacz narodowy na Warmii, poseł do Reichstagu w latach 1893–1898.
- Bolesław Wolszlegier – komisaryczny prezydent Torunia w latach 1920–1921[10], brat Antoniego[11].